# Kwa’ jezik
Kwa’ (ISO 639-3: bko; bakwa, bakoa, bamileke-kwa), jezik plemena Bakwa u kamerunskoj regiji Littoral. Govori ga oko 1 000 ljudi (2000 SIL). Ima dva dijalekta kwa' (bekwa', bakoua, babwa, mipa) i mbyam. Kwa' pripada bantoidnim jezicima, užoj skupini bamileke, i ne smije se brkati s jezikom kwa iz Nigerije, kao ni jezicima Kwa, jednoj od glavnih grana voltaško-kongoanskih jezika. Kao drugi jezik upotrebljavaju francuski.

## Vanjske poveznice
- Ethnologue (14th)
- Ethnologue (15th)